# Mărin Cornea
Mărin Cornea (n. 12 februarie 1947, Băcălești, Teleorman, România - d. 18 ianuarie 2025, Pitești) a fost un interpret român de muzică populară.

## Date biografice
S-a născut în satul Băcălești, județul Teleorman, la 12 februarie 1947, fiind fiul rapsodului Florea Cornea.
Fiind inspirat de talentul tatălui său, Mărin Cornea și-a început de timpuriu activitatea, absolvind cursurile Școlii de Muzică din Brașov, și apoi debutând la 22 de ani ca și solist vocal la Ansamblul „Alunelul” din Alexandria.

## Activitate

### Activitate muzicală
Între 1970 și 1990, Mărin Cornea a activat ca și solist vocal la o multitudine de ansambluri muzicale din România, printre care:
- Ansamblul „Brâulețul” din Constanța (1970–1972)
- Rapsodia Română (1972–1979)
- Filarmonica de Stat din Ploiești (1979–1985)
- Ansamblul „Alunelul” din Alexandria (1969–1970, 1985–1990)

În perioada 1995-2007 a înființat și a condus Fundația Cultural-Artistică „Mărin Cornea”.

### Activitate media
În 2000, Mărin Cornea a debutat în segmentul media cu o producție TV dedicată folclorului românesc, La Hanu' lui Nea Mărin, care a fost difuzată pe posturile de televiziune OTV și DDTV, din 2000 până în 2007, și a numărat aproape 1600 de ediții. De asemenea, 
În anul 2009, Mărin Cornea a deschis televiziunea online Cornea TV, ce își propune să fie o continuare pentru La Hanu' lui Nea Mărin și de asemenea să promoveze valorile autentice ale folclorului românesc.. Acesta a mai activat și la postul Inedit TV, a făcut aceiași emisiune "La hanul lui Nea Mărin", iar în cadrul teleshopping-urilor, a prezentat și câteva produse farmaceutice. Câteva dintre produsele notabile sunt Regecor sau Artoseocor.